# Yngve Ericsson (motorcykelförare)
Yngve Erik Bertil Ericsson, född 4 mars 1895 i Skedevi församling, Östergötlands län, död 29 augusti 1938 i Huskvarna, var en svensk motorcykelförare. Han var under 1920-talet en av Sveriges främsta förare.
Ericsson, som var verksam som ingenjör i Huskvarna, vann på Husqvarna Novemberkåsan 1924, Deutschlandfahrt 1925, Onsala TT 1926, guldmedalj i Sexdagarsloppet 1927 samt var trea i 500 cm³-klassen i Sveriges Grand Prix 1930 och 1933.